# Halshugning
Dekapitering eller halshugning er total adskillelse af hovedet fra kroppen, hvilket for mennesker og de fleste andre dyr er dødeligt, idet hjernens blodforsyning afskæres, og kroppen mister hjernens kontrol af adskillige autonome processer.
I moderne tid ses dekapitering oftest som følge af en skade eller ulykke som for eksempel et trafikuheld, men historisk har det været anvendt som en henrettelsesmetode, hvorved den dømtes hoved adskilles fra kroppen med sværd, økse eller guillotine. I dag praktiseres halshugning som dødsstraf alene af Saudi-Arabien.

## Halshugning, historisk
Halshugning har været praktiseret gennem årtusinder.
Hvis skarpretterens økse eller sværd var skarpslebne, og hvis han sigtede omhyggeligt, indebar halshugningen en hurtig og smertefri død. Ellers kunne dødskampen blive smertefuld. Måske er det baggrunden for, at den dødsdømte gav skarpretteren gode drikkepenge. Der var skarprettere, der blev fyret, fordi de ikke kunne hugge et hoved af i ét hug. Henrettelse ved halshugning blev i 1700-tallet betragtet som en ærlig straf, og liget kunne begraves i indviet jord, hvorimod hængning blev betragtet som en uærlig død.
Dømte almuefolk blev i Europa ofte halshugget med økse, mens adelige blev halshugget med sværd. Det skyldtes delvis, at den, der gik under øksen, måtte ligge fladt på jorden, mens den, der blev henrettet ved sværd, stod på knæ med hævet hoved. Da Charles 1. af England skulle halshugges, foregik det med økse, hvorfor han protesterede overfor bødlen - ikke på henrettelsen i sig selv, men på den ydmygende stlling, han som konge måtte indtage i sin sidste stund. I Norge blev et eget "rettersværd" opbevaret hos øvrigheden i Christiania og udlånt til formålet, hver gang renset og slebet af en egen person. Men i fjerne strøg som Finnmark, Nordland og på Bornholm havde bødlerne ikke egne rettersværd, og da de derfor ikke kunne øve sig, blev henrettelserne så frygtelige optrin, at henrettelse ved sværd blev afviklet - først i udkantområderne, så i hele det oldenborgske rige. Den sidste henrettelse ved sværd i Norge blev udført i 1791 på en voldtægtsforbryder.
I arabiske lande og i en del asiatiske lande har sværdet været det almindeligste henrettelsesredskab for alle samfundslag. En dansk bøddeløkse var så tung, at bøddelen blot lod den falde. Tyngden var i sig selv nok til at skille hovedet fra kroppen. Svenske skarprettere måtte derimod svinge øksen over hovedet, som om de skulle hugge brænde.
Selv når skarpretteren havde held til at skille hovedet fra kroppen med ét hug, medførte hugget en kraftig blodstrøm. Og det krævede både præcision, et egnet redskab, og at den dømte holdt sig helt i ro. Hvis det ikke lykkedes påførtes den dømte store lidelser. Da Maria Stuart blev halshugget i 1587, behøvede bøddelen tre slag for at skille hendes hoved fra kroppen, og det langtrukne støn, hun gav, da øksen traf hende, efterlod ingen tvivl om, at smerterne var ulidelige. Det gik også galt under Struensees henrettelse, og da søstrene Anne og Alet Christophersdatter blev halshugget i Øyestad ved Arendal 24.juli 1771 efter at have taget livet af et ukendt antal mennesker med gift, gik det galt under henrettelsen af den yngste søster, Anne: "Efterat den høire Haand var afhugget, førte Mestermanden endelig det Hug, der skulde bringe den Ulykkelige Døden. Men det blev dog ikke Dødshugget. Øxen traf hende ikke rigtigt, og man saa Pigen opløfte sit Legeme og gjøre nogle svage Bevægelser med den Haand hun endnu havde tilbage. Det andet Hug mislykkedes ligeledes. Først ved det tredje Hug faldt Hovedet, snarere afskaaret end afhugget. Menneskeslagteren havde Blodpletter i Ansigtet. Alet laa besvimet paa Skafottet."
Der har været rejst spørgsmål om hovedet er ved bevidsthed efter halshugningen. Da morderen Henri Languille blev henrettet kl. 05:30 om 28.juni 1905, observerede lægen Beaurieux hovedet nøje for at se tegn til liv. Lægen løftede ikke hovedet op, som aviserne bagefter påstod, for hovedet stod af sig selv. Beaurieux iagttog, at den guillotinerede mands øjenlåg og læber rørte sig i rytmiske sammentrækninger i fem-seks sekunder. Det kunne dreje sig om rene reflekser, men efter at ansigtet var blevet roligt, råbte lægen med høj stemme: "Languille!" Øjnene åbnede sig da langsomt: "Derefter fæstede Languilles øjne sig helt tydeligt på mine, og pupillerne fokuserede på mig." Efter nogle sekunder lukkede øjenlågene sig, og Beaurieux råbte igen den guillotineredes navn: "- og nok en gang, uden nogen spasmer, løftede øjenlågene sig, og afgjort levende øjne fæstede sig på mine, måske mere gennemtrængende end første gang. Så sank øjenlågene igen i, men ikke helt. Jeg prøvede at råbe en tredje gang, men der kom ingen flere bevægelser – og øjnene antog det glasagtige udseende, de får hos døde." Lægen anslog det hele til at have varet 25-30 sekunder.
David Livingstone skrev, at afrikanerne, han mødte, regnede med, at halshuggede mennesker beholdt bevidstheden en kort tid, så de bøjede et ungt træ og fæstede et tov fra træet bagved ørerne til den, der skulle halshugges, så han i sin sidste stund skulle få oplevelsen af at flyve gennem luften.

## Halshugning i nutiden
I dag er Saudi-Arabien det eneste land, der benytter halshugning som straf. Qatar, Yemen og Iran har beholdt metoden i lovbøgerne, men benytter den ikke.
Islamistiske grupper har også gentagne gange halshugget gidsler blandt andet i Irak, Afghanistan og på Filippinerne. Kriminelle bander rundt om i verden har også benyttet halshugning.

## Nogle halshuggede
- Paulus.
- Anne Boleyn.

### Danmark
- 1517: Torben Oxe.
- 1589: Magnus Heinason, færøsk søhelt henrettet 18. januar på Københavns slotsplads for anklager fremsat af rentemester Christoffer Valkendorf. Året efter blev han ved en rettergang frifundet for alle anklager.
- 1610: Godsejer Christoffer Rosenkrantz henrettet 23. eller 24. april på Københavns slotsplads for dokumentfalsk og bedragerier. Sagen er grundlaget for en fejlagtig legende om, at Christian 4. selv skulle have gennemskuet det falske dokument.
- 1626: Sognepræst Søren Jensen Qvist henrettet på Ravnehøj Bakke uden for Grenå for mord på sin kusk 19 år før. Dommen blev underkendt i 1634, og danner baggrund for Blichers novelle Præsten i Vejlby.
- 1635: tre personer på Slotspladsen i København.
- 1644: Viceadmiral Peder Galt på Slotspladsen i København.
- 1651: Dina Vinhofvers.
- 1703: "Henning Andersen fra Køng By henrettet med et sværd ved Kierte Broe dømt til [ved] Landstinget at knibes med gloende tænger, hans legeme at steyles, hans hoved paa en stage, og haanden slås til en pæl for sit lidet barn, som han hafde myrdet med fri forsæt; men Kongen som i de samme dage kom til Odense og reyste til Norge, modererte hans dom saaledes, at efter at hand med sværdet var henrettet, blef hans hånd afhugget med en øxe men legemet, hovedet og haanden kom i en kiste og blef begrafvet i Køng Kirkegaard." Afskrift af Køng Kirkebog, Båg Herred, Odense Amt.
- 1706: 22. februar [begravet] "Hans Jensen i Køng By henrettet, fordi hand med en ofns fiel hafde myrdet sin egen hustrue; hand var blefven dagen tilforne betient af mig på sin seng med sacramentet. Han blef kneben 5 gange med gloende tænger, derefter paa dend høje banke ved Glamsbjerg Mølle hans haand afhugget med en øxe, og derefter hovedet kroppen lagt paa steile &c. Det var en jammerlig og scammelig død; det tvifles icke paa at hand io døde salig saasom hand omvendte sig, og døde i troen paa Jesum &c." Afskrift af Køng Kirkebog, Båg Herred, Odense amt.
- 1772: Johann Friedrich Struensee og Enevold Brandt.
- 1798: ◦Ane Marie Mortensdatter blev som giftmorderske henrettet af skarpretteren den 16 marts 1798 på Fanghøj i Resen. Kilde er bl.a. Jeppe Aakjær, Gammel brug og gammel brøde, København 1931. Dommen:"Anne Marie Mortensdatter bør af skarpretteren knibes med gloende tænger, først uden for det sted, hvor mordet er begået, og derefter trende gange imellem gernings- og retterstedet, og allersidst på retterstedet, dernæst hendes højre hånd og siden hovedet med økse at afhugges, hvorpå legemet bør lægges på stejle, og hovedet tillige med hånden at fæstes på en stage over legemet, dernæst bør hun have sin hovedlod og jord til kongen forbrudt". Hun fik dog kongelig nåde for de gloende tænger.
- 1822: Thomas Thomasen Bisp halshugges i Hjørring Bjerge for mordet på sin hustru Maren Justsdatter. Herefter blev hans legeme sat på hjul og stejle og hovedet banket fast på en stage over legemet. Det var skik at liget fik lov at stå på stejle og stage til skræk og advarsel for andre om udåd – men Thomas' slægtninge nedtog legeme og hoved om natten og begravede de jordiske rester et stykke fra galgen. I år 1900 i forbindelse med vejarbejde blev Thomas Thomasen Bisps kranium med en stage igennem fundet, og det har siden befundet sig på Vendsyssel Historiske Museum, hvor det i dag er en del af den permanente udstilling. Henrettelsen af Thomas Thomasen Bisp var den sidste henrettelse i Hjørring.
- 1825: Maren Christiansdatter, hendes kæreste Niels Pedersen og gårdskarlen Peder Eliasen halshuggedes 8. april på Kanehøj ved Skælskør for mordet på Marens fader, sognefoged Christen Knudsen. Henrettelsen er kendt, fordi den omtales af H.C. Andersen, der overværede den.
- 1826: Mads Jensen Holm, urmager i Rønne, halshugget 10. august 1826 for mordet 7. februar 1826 på konen Karen Kirstine Hansdatter. Hovedet blev sat på stage, og kroppen lagt på stejle. Kilde er kirkebogen for Rønne 1825-1832.
- 1832: Søren Andersen Kragerup.
- 1837: Petri Worm.
- 1837: Laust Poulsen i Fjaltring for mordet på sin mor Else Laursdatter Mærsk, som heller ikke var afholdt af andre. Else fødte som 33-årig tvillinger (kun Laust voksede op); men barnefaren svigtede hende til fordel for et bedre parti. Laust arbejdede ved landbruget og i nogle år som færgemand på Oddesund. Ved retten i Lemvig idømtes han dødsstraf og hjul og stejle; senere omgjort til dødsstraf ved halshugning. Skarpretteren kom helt fra Odense og havde sin søn med, da han var for gammel til selv at føre øksen. Som embedsmand skulle sognefogden, Poul Madsen Bjerg, der kendte Laust, tilrettelægge det hele; såsom indskrivning af 30 mand til at holde orden. (P.M. Bjerg døde selv tre år senere, og var far til politikeren Christen Berg, manden bag De Bergske Blade.) Undervejs til retterstedet holdt Laust en bevæget tale for de 500-600 fremmødte, hvor han formanede dem til at give deres børn en kærlig opdragelse - noget han sandsynligvis aldrig selv fik - og advarede dem mod at lade sig styre af hidsige følelser. Romanen Modermordet i Fjaltring af Jens Kristian Lings bygger på retsprotokollernes omtale af sagen.[9]
- 1838: Efter midnat 10. juli 1838 blev bommanden i Asmindrup, Lars Olsen, myrdet og kastet i brønden. 11. september faldt der ved Ars og Skippinge Herredsret dom over hans tre drabsmænd. Deres misgerning var nøje planlagt. Da Lars Olsen forpagtede Kalundborgvejens bom nr 13 regnet fra København, kendt som "Asmindrup-bommen", lå han tit inde med en del penge. Bomhuset, hvorfra han kunne overse sit vejstykke, stod vest for vejen op til Ubberup højskole. Siden anlægget af chausséer i 1780'erne, blev der opkrævet vejskat ved milepælene. På 36 sider gennemgås appelsagen i Højesterets voteringsprotokol for 10. oktober 1839, men dommen stod fast, hvorefter de anlagede skulle miste halsen, og deres hoveder sætes på stage. Men i december 1839 blev to af dem benådet af Christian 8. i forbindelse med hans tronbestigelse. De blev i stedet idømt livsvarigt slaveri i København, efter at var kagstrøget efter loven: 27 slag af ni ris på den bare ryg, mens de stod bundet til kagen. Den eneste henrettede var den yngste af de tre, den 25-årige, arbejdsløse Christen Olsen fra Hønsinge Mark. Han havde udført det dræbende hug, og blev henrettet på Tømmerup Banke to dage før hellig trekonger i 1840. Til trods for kulden strømmende folk til i hundredvis, så der foruden sognefogeder var udkommanderet mandskab med høtyve til at holde tilskuerne på afstand.[10] Skarpretteren var kommet til Kalundborg og prøvede under opholdet forgæves at få solgt sin vogn. Da han havde stået i hørkræmmerlære sammen med Ole Lunds morfar, kom vognen i mange år til at stå på Ole Lunds gård[11] i Kalundborg, til den til sidst blev hugget i stykker og brændt.[12]
- 1840: Ole Kollerød.
- 1843: Carl Larsen og Christian Jensen fra Venslev i Horns Herred henrettedes ved halshugning med økse på Galgebakken i Himmelev i Roskilde for mordet på parcellist Niels Jørgensen af Eiby, samt kone og søn i januar 1842. Carl Larsen kom desuden på hjul og stejle.
- 1847: Ane Marie Nielsdatter fra Halkevad Mark ved Slagelse henrettedes d. 5. august 1847 ved halshugning på Slots Bjergby Galgebakke for mordet på sin mand, Hans Jacobsen. Det afhuggede hoved blev sat på en stage og kroppen lagt på stejle. Ane Marie var vist nok den sidste kvinde i Danmark, der blev idømt denne straf (og fik den eksekveret). Samtidig blev også sønnen, Jørgen Hansen, dømt for medvirken til mordet på sin far. Han fik samme straf.
- 1853 "Den 22. februar blev en dreng paa 16 Aar halshugget i Svendborg, fordi han havde ihjelslaaet en dreng paa 5 Aar." – Fra gårdejer Rasmus Knudsens optegnelser.
- 1854: Hans Wilhelm Nielsen fra Køge, på Amager Fælled, for mordet på en ligbærer
- 1856: 16. august. Jens Henrik Boye blev henrettet på en bakke i Balslev Sogn, Vends Herred, for rovmordet på Niels Hansen i Broendehuset i Udby Sogn, Vends Herred.
- 1860: Lars Nielsen Bahl, kaldet "Balle-Lars", halshugges på Rakkerbakken i Ugledige Skov for lejemord på ældre enke.
- 1861 Ane Andersdatter henrettes lørdag den 21. december på Rødovre Mark (ved den nuværende Annexgårdsvej) for mord på sine tre børn født uden for ægteskab. Ane Cathrine Andersdatter var den sidste kvinde, som blev halshugget i Danmark.
- 1869: Den 20-årige Hans Hansen henrettedes ved Vognmandsløkken i udkanten af Odense 6. august 1869 for mord på moderen Ane Margrethe Hansdatter (den første halshugning under straffeloven af 1866, og den sidste henrettelse på Fyn).
- 1881: Dobbeltmorderen Rasmus Pedersen Mørke henrettes på Klejtrup Hede (1½ mil fra Hobro).
- 1882: Anders Sjællænder Nielsen (sidste offentlige henrettelse i Danmark).
- 1892: Jens Nielsen henrettes af Theodor Seistrup (sidste halshugning i Danmark).